# Lorraine Hansberry
Lorraine Vivian Hansberry (Chicago, 19 mei 1930 – New York, 12 januari 1965) was een Amerikaanse toneelschrijver, journalist en activist. Ze was feminist en was met haar werk onder andere actief voor de homobeweging. Haar bekendste toneelstuk is A raisin in the sun. Dit was het eerste toneelstuk geschreven door een Afro-Amerikaanse vrouwelijke auteur dat op Broadway werd opgevoerd. A raisin in the sun belicht de levens van zwarte Amerikanen in Chicago die leven onder rassenscheiding.

## Leven
Lorraine Hansberry werd in 1930 geboren in Chicago. In de jaren 50 verhuisde ze naar Harlem in New York en volgde ze een opleiding tot schrijver. Ze werkte bij de krant Freedom, waar ze samenwerkte met Paul Robeson, WEB Du Bois en James Baldwin. Hansberry sprak zich in haar journalistieke werk uit voor bevrijding van gekoloniseerde landen in Afrika en specifiek voor de positie van vrouwen in de bevrijdingsstrijd en ze sprak zich uit tegen de rassensegregatie in de Verenigde Staten. Voor Freedom was ze verslaggever bij de snelrechtszaak tegen Willie McGee, die er tot de doodstraf werd veroordeeld. Hierover schreef ze het gedicht Lynchsong.
Hansberry's artikelen bespraken ook de onderdrukking van homoseksualiteit. Haar lesbische gevoelens hield Hansberry voor een groot deel van haar leven verborgen. Op dat moment was homoseksualiteit in de Verenigde Staten nog strafbaar. Ze ondertekende haar artikelen in de lesbische magazines The Ladder en The One met haar initialen en trouwde op 20 juni 1953 met Robert Nemiroff, een Joodse uitgever, liedjesschrijver en activist die ze had ontmoet tijdens een protest tegen racisme op de New York-universiteit. Later scheidden zij, maar ze bleven wel samenwerken. Ze was lid van Daughters of Bilitis, een van de eerste lesbische organisaties in de Verenigde Staten.

## Carrière als toneelschrijver
In 1959 werd haar toneelstuk A raisin in the sun opgevoerd op Broadway. Ze wilde dat niet alleen witte mensen de grote, complexe rollen kregen. A raisin in the sun was de eerste voorstelling op Broadway met een bijna volledig zwarte cast, een zwarte regisseur en geschreven door een zwarte vrouw. Theaterproducenten waren in eerste instantie huiverig om de productie te betalen. Het toneelstuk kwam er uiteindelijk omdat Hansberry en haar medeproducenten zelf allemaal meewerkten om de productiekosten te betalen. Hansberry werd in 1959 op 29-jarige leeftijd de jongste winnaar en de eerste zwarte winnaar van de prestigieuze Drama Critic’s Circle Award voor Beste Toneelstuk.
Een filmadaptatie van A raisin in the sun verscheen in 1961. Hansberry schreef hiervoor zelf het scenario.
Ondanks de diagnose alvleesklierkanker bleef Lorraine Hansberry toneel schrijven. Het enige toneelstuk van haar hand dat ze na A raisin in the sun zelf nog in première zou zien gaan was The Sign in Sidney Brustein's window. Ze was al ernstig ziek tijdens de repetities van het stuk en moest regelmatig in het ziekenhuis worden opgenomen. Toch maakte ze nog een serie van de repetities mee, en de première op Broadway in 1964. Vanwege haar ziekte kon ze haar rol als schrijver niet volledig volbrengen. "Ze kon haar laatste stuk niet helpen vormgeven, omdat het tijdens de repetities vorm kreeg", vermeldde haar overlijdensbericht van januari 1965. Na haar dood werd het toneelstuk stopgezet. Alice Gohstley won een Tony Award voor beste actrice voor haar rol in deze uitvoering van The Sign in Sidney Brustein's window.
Een opvoering van haar stuk Les blancs, over een fictief Afrikaans land, heeft ze nooit kunnen zien. Het stuk was niet af toen Hansberry overleed. Haar ex-man Robert Nemiroff heeft het stuk na Hansberry's dood bewerkt tot een volwaardig toneelstuk. De wereldpremière vond plaats in 1970 op Broadway, zes jaar na haar dood. Hansberry noemde het haar belangrijkste toneelstuk.

## Overlijden en nalatenschap
Lorraine Hansberry stierf aan alvleesklierkanker in 1965, op 34-jarige leeftijd. De dood van Hansberry inspireerde Nina Simone tot het schrijven van het nummer To Be Young, Gifted and Black, waarvan de titelregel uit Hansberry's autobiografische toneelstuk kwam.
Haar toneelstukken, vooral A raisin in the sun, bleven een inspiratie voor andere toneelschrijvers. Er zijn meerdere vervolgstukken en stukken met een andere invalshoek geschreven. De drie stukken A raisin in the sun, Beneatha’s place en Clybourne park, worden ook wel de Raisin-cyclus genoemd.
De cyclus is in Nederland opgevoerd door Well Made productions (Samora Bergtop en Ellen Tjon A Meeuw) tussen 2016 en 2019. Esther Duysker vertaalde de stukken voor deze Nederlandse productie.

## Werken
- A raisin in the sun (1959)
- A raisin in the sun, filmscenario (1961)
- The Sign in Sidney Brustein's window (1965)
- To Be Young, Gifted and Black: Lorraine Hansberry in Her Own Words (1969)
- Les blancs (1970)